# 石排镇
石排镇，是中国广东省东莞市下辖的一个镇，位于东莞市的东北部。总面积56平方公里，镇内交通便利，省道S120和东部快速干线穿境而过，莞深高速公路、广惠高速公路、广深高速公路均能快速接入。石排镇的产业以塑料制品、电子通讯、五金家电、服装鞋业、智能玩具、建材家具、农业种养为主，2004年，全镇生产总值为17.41亿元。2019年中国百强乡镇第17名。鎮人民政府駐地為石排大道中439號。

## 行政区划
石排镇下辖以下地区：
太和社区、石排村、下沙村、庙边王村、福隆村、沙角村、黄家壆村、赤坎村、向西村、水贝村、田寮村、横山村、谷吓村、埔心村、塘尾村、李家坊村、田边村、中坑村和燕窝村。

## 人口
截至2020年末，第七次全国人口普查石排鎮常住人口23.52萬人，其中户籍人口5.11萬人，外來人口18.41萬人。 

## 名人
- 王德榜，晚清湘軍將領，参与中法戰爭鎮南關大捷民族英雄。
- 黃莊平，曾任廣東省委宣傳部副部長, 中國共產黨廣州市委員會主任。
- 黄志豪，曾任中共珠海市委副书记、珠海市人民政府市长、党组书记。
- 王華生，香港中華造船廠創辦人及前公司主席，有「造船大王」的稱號，中國香港體育協會暨奧林匹克委員會副會長。
- 王敏剛，香港企業家，橫山村人。
- 王仲铭，香港同珍醬油第二代掌舵人。
- 王國強，香港金城營造集團主席兼行政總裁, 香港廣東社團總會主席。
- 王冠南，香港涼果食品老字號王榮記菓子廠創辦人。
- 蕭明，香港殯儀館經營者，有「香港殯儀大王」之稱。
- 李力持，被暱稱為「大力」，香港電影導演、編劇和演員。

## 中国传统村落
2012年，塘尾村被评为首批“中国传统村落”。